# タイワンツチイナゴ
タイワンツチイナゴ（台湾土蝗、Patanga succincta, 英: Bombay locust）は、インドと東南アジアで見られるイナゴの一種。

## 概説
孵化したばかりのタイワンツチイナゴの若虫は緑色で、黒い斑点がある。数回成長して脱皮したのちの体色はより変化に富んだものとなる。一部は普通の緑色であり、あるいはオレンジがかった茶色または緑色で各翅の基部に黒い斑点を持つ物もいる。若い成虫は、最初は淡い茶色で、背側の縞模様が黄色がかっており、暗色の前胸（Prothorax）は側方に2本の淡色の帯がある。6 - 8週間後、全身の色が暗くなり、ピンクがかかった赤色になるが、この変化は特に後翅が顕著である。翌年成熟すると、暗褐色になる。

## 分布と生息地
タイワンツチイナゴは、インド、南西アジア、東南アジアで見られる。その範囲は、インドとパキスタンから、タイ、マレーシア、ベトナム、日本、フィリピン、インドネシアに及ぶ。典型的な繁殖地は、草が茂った平原や荒れ地、下草のある低木林や疎林であり、標高は1,500メートル (4,900 ft)以下である。
インドでも1927年以降、群生相が発生していないが、これは、土地利用の変化によるものと考えられている。以前、繁殖していた草地は、現在、大部分が耕作されている。群生相にはならないまでも、森林伐採後の地域では重大な害虫となっている場合もある。

## 生活史
成虫になると、タイワンツチイナゴは休眠（Diapause）に入り、冷涼な乾季の間ずっと休眠し続ける。雨が降ると昆虫は成熟し、繁殖を開始する。例えば、南日本では6月から3月まで休眠する。生殖状態の変化の引き金となるのは、春の日照の長さであることが示されている。インドでは6月と7月に、マレーシアでは8月と9月に、タイでは3月と4月に繁殖する。
雌は柔らかい土壌に 1 - 4 個の卵塊を産み、それぞれに最大150個の卵が含まれる。地域にもよるが、これらは 4 - 8週間後に孵化し、幼虫は若い成虫になる前に、数か月にわたって約7段階の発達段階を経る。1世代は1年に相当する。タイでは幼虫は短い草を食べるが、3 回目の脱皮を経て、トウモロコシなどの作物に移動する。朝は植物の上で日差しを浴び、正午までに涼しい日陰の場所に移動し、夕方には再び登って植物の西向きの日当たりの良い側に集まる。
群生相を持つが、これが確認されたのはインドだけである。最後の大規模な蝗害は、1901年から1908年にかけてインドで発生した。1927年以降、群生相は発生していない。土地利用の変化により、昆虫の生態が変化したためと考えられている。
群生相でない孤独相の若い成虫は、周辺のトウモロコシに集まり、邪魔されると別の場所に一時的に飛んでいく。トウモロコシの収穫後、草地に戻る。

## 群生相
タイワンツチイナゴは、インドでのみ群生相が観測された。直近の大蝗害は 1901年から1908 年まで続いた。最後に記録された群生相は1927 年であり、以後、この地域の農業のパターンは変化した。群生相は、西ガーツ山脈の森林地帯で11月から3月までの冷涼な時期を過ごした。季節風が吹き始めた5月に、群は北東に移動してグジャラート、インドール、ナグプール、ハイデラバード、東ガーツ山脈に入り、 500,000平方キロメートル (190,000 sq mi)もの地域を覆った。6月に雨が降らなかった場合、群は風に乗って移動し続け、時にはオリッサ、ビハール、ベンガルまで移動した。雨が降ると群れは分裂し、雌が卵を産んで、成虫は死んだ。卵塊は通常、草地、野焼き後のキビ畑、畑の間の畔などの重粘土質の土壌（バーティゾル、Vertisol）中に産み付けられた。卵は数週間後に孵化し、成長して翅のある成虫になると、草を食べたり、実ったキビなどの作物に移動した。10月と11月に吹く北東風により運ばれた若い成虫は主に昼間に摂食し、夜間に移動して西ガーツ山脈に戻った。